# Synagoga w Jaworznie
Synagoga w Jaworznie – nieistniejąca synagoga znajdująca się w Jaworznie przy ulicy Stanisława Stojałowskiego 4.
Synagoga została zbudowana w połowie XIX wieku. Podczas II wojny światowej hitlerowcy zdewastowali synagogę. Po zakończeniu wojny budynek synagogi przebudowano na sklep. Potem mieścił się tam m.in. pub.
Murowany z kamienia i cegły budynek synagogi wzniesiono na planie prostokąta.
Zobacz też:
- Cmentarz żydowski w Jaworznie w dzielnicy Podłęże.